# Ключников Олександр Олександрович
Ключников Олександр Олександрович (нар. 10 лютого 1945, Київ — 10 січня 2016) — директор Інституту проблем безпеки атомних електростанцій Національної академії наук України (м. Київ), Герой України.
Академік НАН України (2009), доктор технічних наук (1989), професор, президент Українського ядерного товариства (2008—2010).

## Нагороди
- Звання «Герой України» з врученням ордена Держави (23 серпня 2011) — за визначний особистий внесок у зміцнення безпеки вітчизняної атомної енергетики, багаторічну плідну наукову діяльність[2]
- Орден «За заслуги» II ст. (8 лютого 2010) — за вагомий особистий внесок у соціально-економічний та культурний розвиток України, високий професіоналізм та багаторічну сумлінну працю[3]
- Орден «За заслуги» III ст. (21 травня 2005) — за вагомий особистий внесок у розвиток вітчизняної науки, зміцнення науково-технічного потенціалу України, створення національних наукових шкіл, багаторічну плідну наукову діяльність[4]
- Орден «Знак Пошани» (СРСР)
- Заслужений діяч науки і техніки України (11 квітня 1995) — за значний особистий внесок у розвиток наукових досліджень, створення національних наукових шкіл, зміцнення науково-технічного потенціалу України[5]
- Державна премія України в галузі науки і техніки 1999 року — за створення екополісу Славутич як шлях радіаційно-екологічної та соціально-економічної реабілітації територій, забруднених внаслідок Чорнобильської катастрофи, забезпечення безаварійної роботи станції, виведення її з експлуатації та приведення об'єкта «Укриття» в екологічно безпечний стан (у складі колективу)[6]
- Державна премія УРСР (1985)